# 1530'erne
Århundreder: 15. århundrede – 16. århundrede – 17. århundrede
Årtier: 1480'erne 1490'erne 1500'erne 1510'erne 1520'erne – 1530'erne – 1540'erne 1550'erne 1560'erne 1570'erne 1580'erne
År: 1530 1531 1532 1533 1534 1535 1536 1537 1538 1539
Begivenheder
- Grevens Fejde (1534-1536)
- Reformationen (1536)

Personer
- Christian II
- Frederik I
- Christian III
- Skipper Clement
- Johan Rantzau